# Salm-Reifferscheid-Hainsbach
Salm-Reifferscheid-Hainsbach is een zijlinie van het geslacht Salm. 

## Voorgeschiedenis
Het grondgebied van het geslacht Salm werd in 1165 verdeeld in twee graafschappen: Neder-Salm (in de Ardennen) en Opper-Salm (in de Vogezen in het huidige Frankrijk). Neder-Salm kwam in 1416 in handen van de heren van Reifferscheid en werd in 1639 opgedeeld in twee gebieden: Salm-Reifferscheid-Bedbur en Salm-Reifferscheid-Dyck. Salm-Reifferscheid-Bedbur splitste zich ook weer op, waardoor het graafschap Salm-Reifferscheid-Hainsbach ontstond.

## Geschiedenis
Het graafschap Salm-Reifferscheid-Hainsbach ontstond in 1734 door de opsplitsing van het graafschap Salm-Reifferscheid-Bedbur in drie delen: Salm-Reifferscheid-Bedbur zelf, Salm-Reifferscheid-Hainsbach en Salm-Reifferscheid-Raitz. Ze werden alle drie bestuurd door afstammeling van Franz Wilhelm I van Salm-Reifferscheid-Bedbur: zijn vierde zoon Leopold Anton werd altgraaf van Salm-Reifferscheid-Hainsbach. Franz Wenceslaus volgde Leopold Anton na diens dood in 1760 op als altgraaf. In 1811 werd het graafschap echter gemediatiseerd.

## Altgraven van Salm-Reifferscheid-Hainsbach
- Leopold Anton (1734-1760)
- Franz Wenceslaus (1760-1811)